# Гончаров, Владислав Викторович
Владислав Викторович Гончаров (род. 16 декабря 1977, Харцызск, УССР) — артист цирка, дрессировщик хищных животных. Заслуженный артист Украины (2012). Заслуженный артист Российской Федерации (2024)
Заслуженный артист Донецкой Народной Республики(2025)

## Карьера

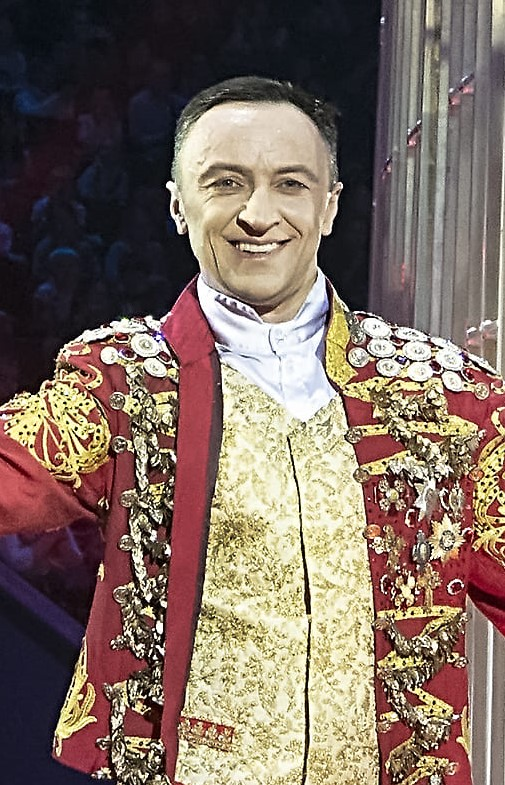
Владислав Гончаров в спектакле «КороЛЕВство»

В 1997 году, после службы в армии, устроился работать администратором в цирк. Не являясь представителем цирковой династии, не имея ни опыта, ни соответствующего образования, решил стать дрессировщиком львов и приобрел первых животных. Когда подросшие львы стали выходить из-под контроля, Владислав обратился за помощью к известному дрессировщику народному артисту РСФСР Борису Бирюкову и стал его учеником. Совместно ими был придуман и отрепетирован первый полноценный аттракцион «Среди львов», представленный публике в 2004 году.
Номера Владислава Гончарова со львами сочетают различные трюки, танец-степ, а также «коронный» элемент — поднятие льва весом выше 250 кг, верхом на котором располагается сын дрессировщика Тимур.
Многократно представлял Россию и Российскую государственную цирковую компанию на Международных фестивалях циркового искусства в разных странах мира.
Занимает должность советника генерального директора Российской государственной цирковой компании (Росгосцирк).
При поддержке Министерства культуры РФ и ФКП «Росгосцирк» с 2019 года является продюсером и руководителем проекта «Шоу фонтанов „Принц цирка“». С собственной программой, включающей номера разных жанров, объехал более 20 городов. Шоу «Принц цирка» увидели свыше 10 млн зрителей.

## Награды и достижения

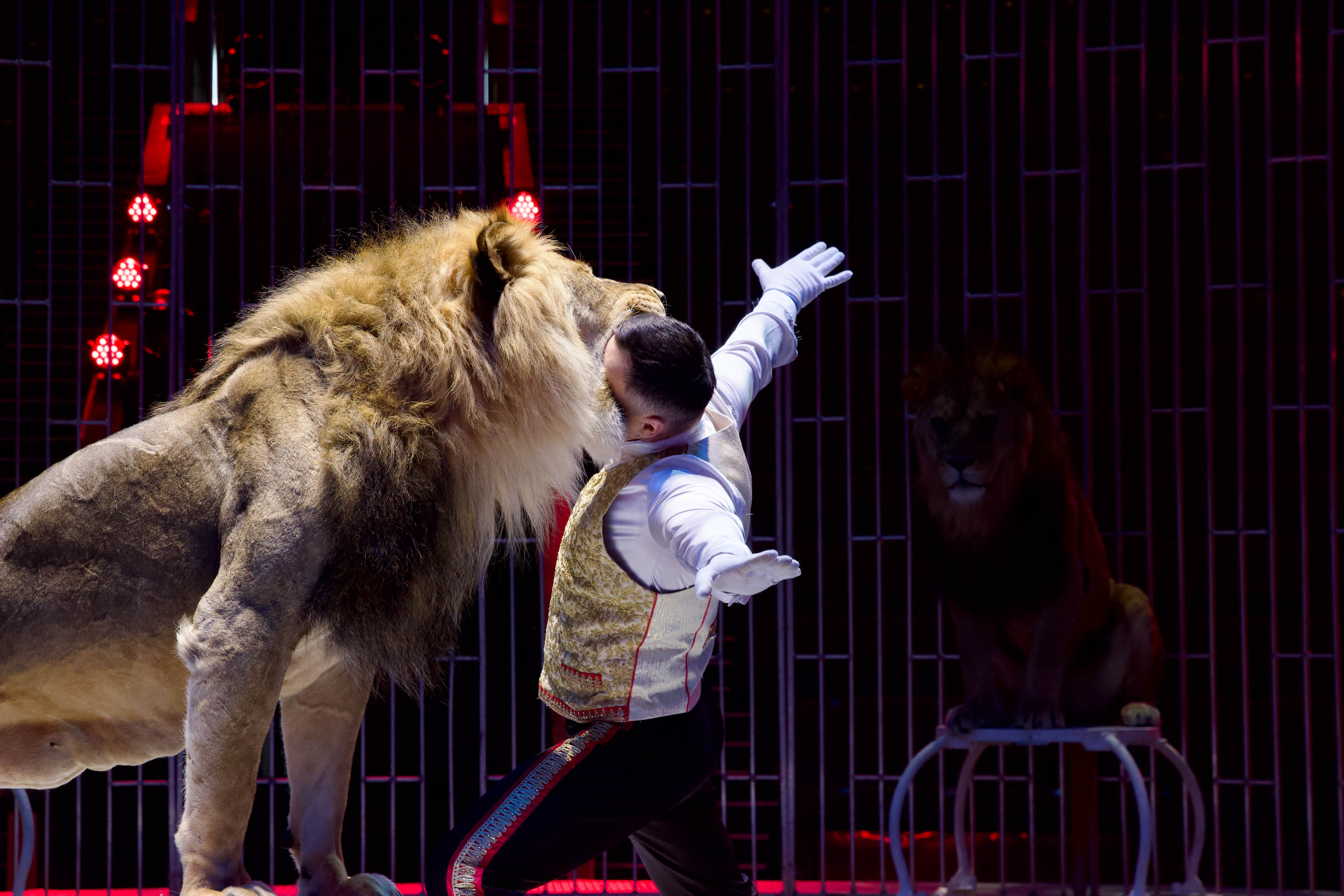
Владислав Гончаров выполняет опасный трюк в спектакле «КороЛЕВство» на манеже Большого Московского цирка

- Гран-при «Золотой слон» на международном фестивале циркового искусства в Москве (2008).
- Почетная грамота Министра культуры Украины за личный вклад в развитие циркового искусства (2008).
- «Золотой Пьеро» на международном фестивале циркового искусства в городе Будапеште (2010).
- Заслуженный артист Украины (1 декабря 2011 года) — за значительный личный вклад в социально-экономическое, научно-техническое, культурно-образовательное развитие независимого Украинского государства, весомые трудовые достижения, многолетний добросовестный труд[7].
- Лауреат первой премии в Санкт-Петербурге среди столичных цирков (2011).
- «Серебряный клоун» на Фестивале циркового искусства в Монте-Карло (2012).
- «Золотой медведь» на международном фестивале циркового искусства в Ижевске (2014).
- Гран-при международного фестиваля циркового искусства в Астане (2015).
- Cеребряный призёр на Международном фестивале циркового искусства «Идол» (2019).
- Благодарность Министра культуры Российской Федерации (2022).
- Заслуженный артист Российской Федерации (8 февраля 2024 года) — за большой вклад в развитие отечественной культуры и искусства, многолетнюю плодотворную творческую деятельность[8]
- Награждён грамотой Министра оборы Российской Федерации  .(2024)
- Золотой приз всемирного фестиваля «Без границ» в Санкт-Петербурге (2024)
- Заслуженный артист Донецкой Народной Республики(2025)
- Награжден орденом Георгия Победоносного первой степени.(2025)